# Gilles Hamel
Gilles Julien Hamel (* 18. März 1960 in Asbestos, Québec) ist ein ehemaliger kanadischer Eishockeyspieler, der im Verlauf seiner aktiven Karriere zwischen  und  unter anderem 546 Spiele für die Buffalo Sabres, Winnipeg Jets und Los Angeles Kings in der National Hockey League (NHL) auf der Position des rechten Flügelstürmers bestritten hat. Sein älterer Bruder Jean war ebenfalls als professioneller Eishockeyspieler in der NHL aktiv.

## Karriere
Hamel verbrachte seine Juniorenzeit zwischen 1977 und 1980 in der Ligue de hockey junior majeur du Québec (LHJMQ) bei insgesamt drei verschiedenen Teams. Zunächst lief der Flügelspieler mit Beginn der Saison 1977/78 für die National de Laval auf. Dort konnte er in seinem zweiten Ligajahr bereits 111 Scorerpunkte erzielen, was ihm einen Platz unter den 15 besten Punktesammlern in der regulären Saison einbrachte. Vor der Spielzeit 1979/80 wechselte der Stürmer innerhalb der Liga zum amtierenden Meister, den Draveurs de Trois-Rivières. Für die Mannschaft bestritt er zum Saisonbeginn jedoch lediglich zwölf Spiele, ehe ihn ein abermaliger Wechsel im Tausch für drei Spieler zu den Saguenéens de Chicoutimi brachte. Mit 156 Punkten wurde er in dieser Saison fünftbester Scorer der Liga und fand sich zudem im First All-Star Team wieder, nachdem er im Vorjahr im Second All-Star Team gestanden hatte und im NHL Entry Draft 1979 in der vierten Runde an 74. Stelle von den Buffalo Sabres aus der National Hockey League (NHL) ausgewählt worden war. Schlussendlich schloss Hamel seine Juniorenkarriere mit insgesamt 230 LHJMQ-Partien ab, in den er 368-mal gepunktet hatte und erhielt noch zum Ende der Saison 1979/80 im Farmteam der Buffalo Sabres, den Rochester Americans aus der American Hockey League (AHL), seinen ersten Profieinsatz.
Mit Beginn des Spieljahres 1980/81 stand der 20-Jährige schließlich im NHL-Aufgebot der Sabres und absolvierte in seiner Rookiesaison 51 Partien. Zudem stand er in 14 Partien für Rochester auf dem Eis. Nachdem sich das Verhältnis zwischen seinen NHL- und AHL-Einsätzen im folgenden Jahr komplett gedreht hatte, gehörte Hamel ab der Spielzeit 1982/83 fest zum Kader Buffalos und erreichte in jedem der folgenden vier Jahre mindestens 40 Scorerpunkte und knackte zweimal die Marke von 20 Toren. Dennoch trennten sich die Sabres im Juni 1986 von dem Franko-Kanadier und transferierten ihn im Tausch für Scott Arniel zu den Winnipeg Jets. In der Folge des Wechsel stellte der Angreifer in der Saison 1986/87 mit 48 Punkten und 27 Toren Karrierebestmarken auf. Seine Offensivproduktion nahm in der folgenden Spielzeit mit lediglich 19 Punkten aber rapide ab und so entschieden sich die Jets, nachdem sie ihn zu Beginn der Saison 1988/89 zu ihrem AHL-Kooperationspartner Moncton Hawks geschickt hatten, ihn Ende November 1988 zu den Los Angeles Kings zu transferieren. Im Gegenzug wechselte Paul Fenton nach Winnipeg.
Im restlichen Verlauf der Spielzeit 1988/89 kam Hamel nur zu elf Spielen für die LA Kings und verbrachte den Großteil des Jahres bei deren Farmteam, den New Haven Nighthawks, die wie Moncton ebenfalls in der AHL beheimatet waren. Nachdem sein auslaufender Vertrag im Sommer 1989 nicht verlängert worden war und er auch innerhalb der NHL keinen neuen Arbeitgeber gefunden hatte, wechselte der 29-Jährige daher nach Europa. Dort schloss er sich dem Hockey Club de Caen aus der französischen Nationale 1A an und bestritt dort die Saison 1989/90, in der die Mannschaft aus der höchsten französischen Spielklasse abstieg. Abschließend beendete er seine aktive Spielerlaufbahn im Alter von 30 Jahren.

## Erfolge und Auszeichnungen
- 1979 LHJMQ Second All-Star Team
- 1980 LHJMQ First All-Star Team

## Karrierestatistik
(Legende zur Spielerstatistik: Sp oder GP = absolvierte Spiele; T oder G = erzielte Tore; V oder A = erzielte Assists; Pkt oder Pts = erzielte Scorerpunkte; SM oder PIM = erhaltene Strafminuten; +/− = Plus/Minus-Bilanz; PP = erzielte Überzahltore; SH = erzielte Unterzahltore; GW = erzielte Siegtore; 1 Play-downs/Relegation; Kursiv: Statistik nicht vollständig)